# 24333 Petermassey
24333 Petermassey è un asteroide della fascia principale. Scoperto nel 2000, presenta un'orbita caratterizzata da un semiasse maggiore pari a 2,6337233 UA e da un'eccentricità di 0,0866934, inclinata di 5,72271° rispetto all'eclittica.
È stato intitolato a Peter Hans Massey (1992), studente premiato nel 2008 al concorso internazionale Intel per la scienza e l'ingegneria.